# フォトトロピン
フォトトロピン（Phototropin）は植物の青色光受容体タンパク質の一種である。光屈性（Phototropism：茎などが光の方向に曲がる現象）に関わっており、これを語源とする。
植物にはこのほかに青色光受容体クリプトクロムと赤色光受容体フィトクロムがあり、ともに光に基づく応答・調節に関与している。
多くの植物にはPHOT1およびPHOT2の2種類のフォトトロピンがある。色素団としてFMNを2分子含み、N末端側にあるLOVと呼ばれるドメイン（これはリズム形成などに関わるいろいろなタンパク質に含まれるPASドメインにも似ている）に結合している。またC末端側にはセリン・スレオニンキナーゼ構造があり、青色光により自己リン酸化が起こる。これが引き金となってシグナル伝達経路が活性化されると考えられる。また一部の植物にはフィトクロムとのキメラタンパク質が見出されている。
フォトトロピンは光屈性のほか、気孔の開閉、また葉緑体の光定位運動（光に反応して位置を変える）にも関与する。また茎の伸長でも初期段階（クリプトクロムが反応する前）に働く。PHOT1は光に反応して特定のmRNAが不安定化される効果にも関わっている。